# Інтерв'ю з Путіним
«Інтерв'ю з Путіним» або «Путін» (англ. «The Putin Interviews») — чотирисерійний пропагандистський документальний фільм 2017 року американського режисера Олівера Стоуна про президента Російської Федерації Володимира Путіна.

## Сюжет
Сюжет фільму побудований навколо спілкування Олівера Стоуна з Володимиром Путіним на теми, пов'язані з відносинами Росії та США, розширення НАТО і розгортання ПРО в Європі, війни в Сирії і в Україні, діяльності Едварда Сноудена та деталей біографії Путіна.

## Критика
Фільм отримав переважно критичні оцінки поза межами Росії і розглядається як такий, що ставить за мету демонізацію США та гуманізацію Путіна.
Foreign Policy критикує Стоуна за «догідливість» і «потурання своєму герою в висловлюванні конспірологічних теорій і бездоказових заяв», а також використанні кліше, ігнорування деталей і замовчування низки тем (обрання, терактів у Москві і Беслані, протестного руху і його переслідування).
The Guardian зазначає, що велика частина відгуків на фільм з'явилася, коли критики подивилися перші дві години, в яких Путіна представляють з симпатією, але зазначає, що згодом Стоун став більш критичним, в результаті чого «маска Путіна дає тріщини». Автор називає фільм «блискучою перемогою» режисера.
Newsweek називає фільм Стоуна «зрежисованим фарсом» і вважає, що Стоун був настільки «сп'янілий» можливістю спілкування з Путіним, що його пильність притупилася і він не ставив Путіну очевидні питання.
BBC зауважує, що в першій серії Стоун критикував США більше самого Путіна, так що складалося враження, що сам Стоун, а не його син Шон, працює на Russia Today. Перша серія фільму «виснажливо нудна».
Ліберальний сайт «Daily Beast» назвав фільм «безвідповідальним любовним листом» Путіну, і попередив свій текст анонсом «Коли Америка посилає своїх людей брати інтерв'ю у Володимира Путіна, вона не шле найкращих».
Шведський SVT зазначає, що Стоун був пасивний і не заперечував президенту РФ, що зробило його пропагандистом на службі Путіна.
Консервативний сайт Newsbusters передрукував бесіду американських журналістів зі Стоуном під заголовком «Легковірний Олівер Стоун про бандита Путіна: „Навіщо цей державний діяч стане мені брехати?!“».

## Цікаві факти
- У фільмі є епізод, в якому Путін показує Стоуну анімацію про «ефективну роботу» російської авіації у Сирії. Блогери визначили, що анімація є компіляцією двох епізодів: відео атаки проти афганських талібів американського гелікоптера «Апач» 5-тирічної давнини та аудіоряду переговорів українських пілотів під час боїв в районі Донецького аеропорту 2014 року[9][10].